# 氧化銫
氧化銫是一種無機化合物，銫和氧組成，屬於氧化物，其化學式是Cs2O。
已知的二元銫氧化物有：Cs11O3，Cs4O，Cs7O和Cs2O。他們顏色鮮豔。該種氧化銫Cs2O外觀為橙黃色六角形晶體。

## 用途
氧化銫可用於紅外信號檢測設備，如光電陰極的圖像增強器、真空光電二極管、光電倍增管和電視攝像管LR科勒描述的第一個現代光電發射表面層在1929-30作為銫上一層銫氧化物層上的銀這是一個良好的電子發射器，但它的高蒸氣壓限制了它的實用性。

## 反應
鎂元素可以還原氧化銫中的元素銫，形成的氧化鎂是一種側產物：
Cs2O + Mg → 2Cs + MgO
Cs2O是具有吸濕性的，與水接觸會形成腐蝕性的氫氧化銫。

## 製備
銫在空气中燃烧时，主要生成的是過氧化銫，只有少量的氧化銫和超氧化銫生成。当金属銫被露置于空气中时，它会快速氧化，失去金属光泽，并产生一系列有颜色的氧化物。
氧化銫主要由用銫还原无水氫氧化銫或超氧化銫產生：
2Cs + 2CsOH → 2Cs2O + H2↑ 
3Cs + CsO2 → 2Cs2O